# Patrick Clerc
Pour les articles homonymes, voir Clerc.
Patrick Clerc, né le 20 septembre 1957 à La Tronche (Isère), est un coureur cycliste français, du début des années 1980.

## Palmarès sur route

### Palmarès amateur
- 1979
  - Grand Prix de Beaujeu
- 1980
  - Tour du Chablais

### Palmarès professionnel
- 1982
  - 4e étape du Grand Prix du Midi libre
- 1983
  - 2e étape A du Critérium du Dauphiné libéré
  - 7e de Bordeaux-Paris
- 1984
  - 5e de Bordeaux-Paris

## Résultats sur les grands tours

### Tour de France
4 participations 
- 1981 : hors délais (12ea étape)
- 1982 : 77e
- 1983 : 36e
- 1984 : 79e

### Tour d'Espagne
1 participation 
- 1984 : 78e

## Palmarès sur piste
- 1979
  - Six Jours de Grenoble amateurs (avec Georges Romano)
- 1981
  - Six Jours de Gand amateurs (avec Georges Romano)
  - 2e du Championnat de France de la course aux points
  - 9e du Championnat du monde de la course aux points
- 1983
  - Six Jours de Grenoble (avec Daniel Gisiger)

## Reconversion
Après sa carrière sportive, il a notamment ouvert un café à Grenoble, "Le café Le Beauvert", qui se trouve en face du stade Lesdiguières. Il devient par la suite grutier.